# Tetrahymena
Tetrahymena er en slægt af fritlevende ciliater. Det er mikrober som kan skifte mellem levemåderne kommensal og patogen. Tetrahymena er almindelig i ferskvandsdamme og er 30-60 mikrometer store. De arter af Tetrahymena, der anvendes som modelorganismer i biomedicinsk forskning, er Tetrahymena thermophila og Tetrahymena pyriformis.

## Tetrahymena thermophila
Tetrahymena thermophila har to cellekerner. Tetrahymena thermophila eksisterer i syv forskellige køn, som kan reproducere i 21 forskellige kombinationer - og en enkelt Tetrahymena thermophila kan ikke reproducere sig seksuelt med sig selv.